# 최정우 (야구인)
최정우(崔政雨, 1955년 6월 2일 ~ )는 현 KBO 리그 LG 트윈스의 벤치(수석)코치이다.

## 출신학교
- 배문고등학교